# Gupferter Berg
Der Gupferte Berg, auch Der Gupferte und Wasen genannt, ist ein ehemaliger mittelalterlicher Hausberg in der Gemeinde Retz im Bezirk Hollabrunn in Niederösterreich. Heute beherbergt er Trockenrasen von nationaler Bedeutung mit einem Vorkommen der in Österreich sehr seltenen Halbstrauch-Radmelde (Bassia prostrata).

## Geographie

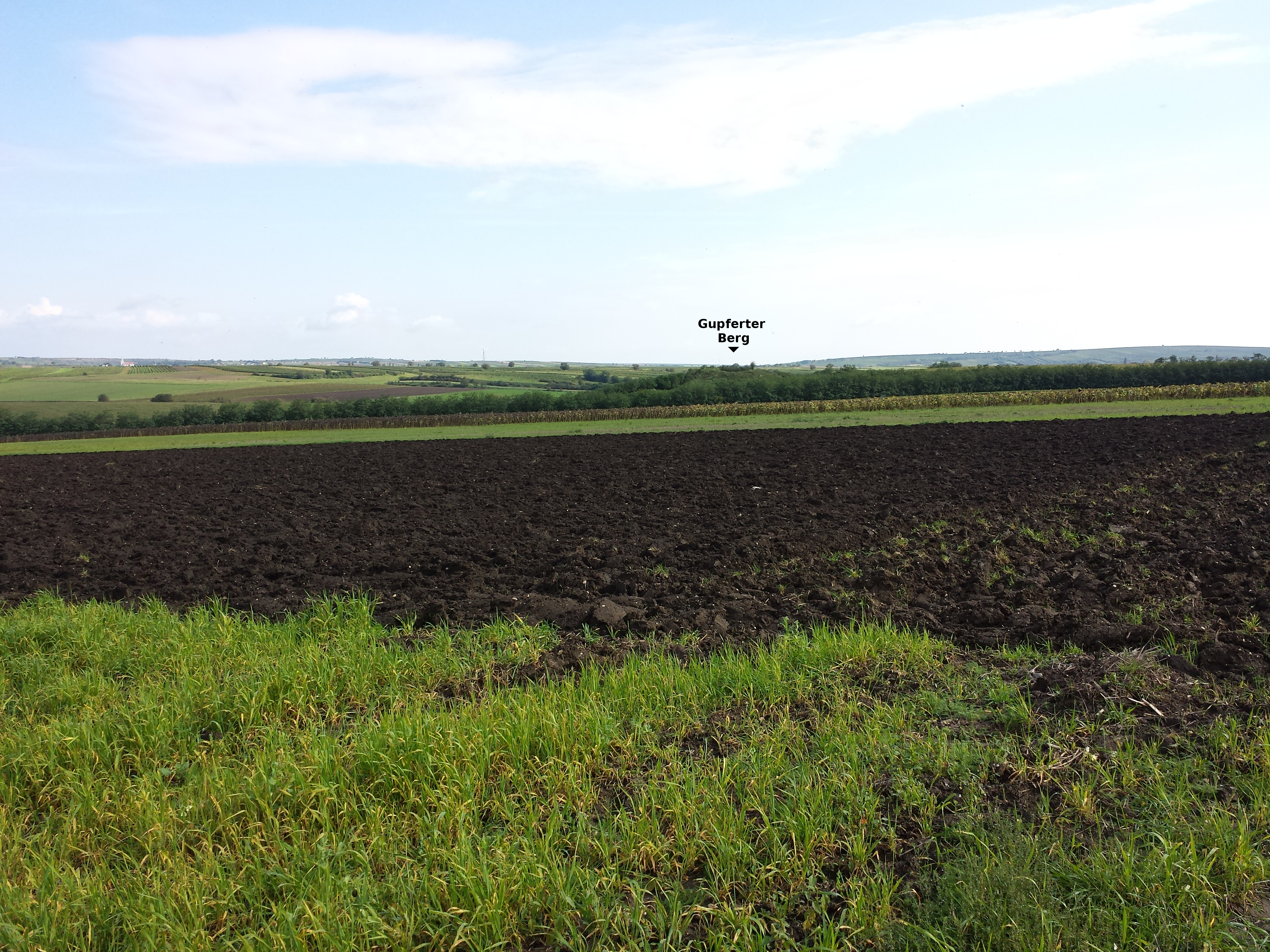
Blick von der Hochfläche im Südwesten Richtung Gupferter Berg.

Der Seebach durchfließt östlich von Unternalb ein breites und rund 25 Meter tiefes Tal in Richtung Ragelsdorf. Am südlichen Talhang, rund 2,4 Kilometer ostsüdöstlich von Unternalb, ragt der Gupferte Berg als mächtige, rund 15 bis 20 Meter steil abfallende Bergzunge in das Tal hinein. Ein in Nordwest-Richtung verlaufender Graben bzw. ein Trockental trennen die Landzunge von der im Westen anstoßenden Hochfläche ab. Die Plateaufläche des Hausbergs liegt auf rund 240 m ü. A..

## Geologie
Die Böden des Gupferten bestehen aus Lehm und Ton. Messungen an den Wuchsorten der Halbstrauch-Radmelde deuten auf sehr trockene, entkalkte siltige bis feinsandige Tschernoseme und Braunerden hin. An einigen Stellen wurde Calcit nachgewiesen.

## Natur

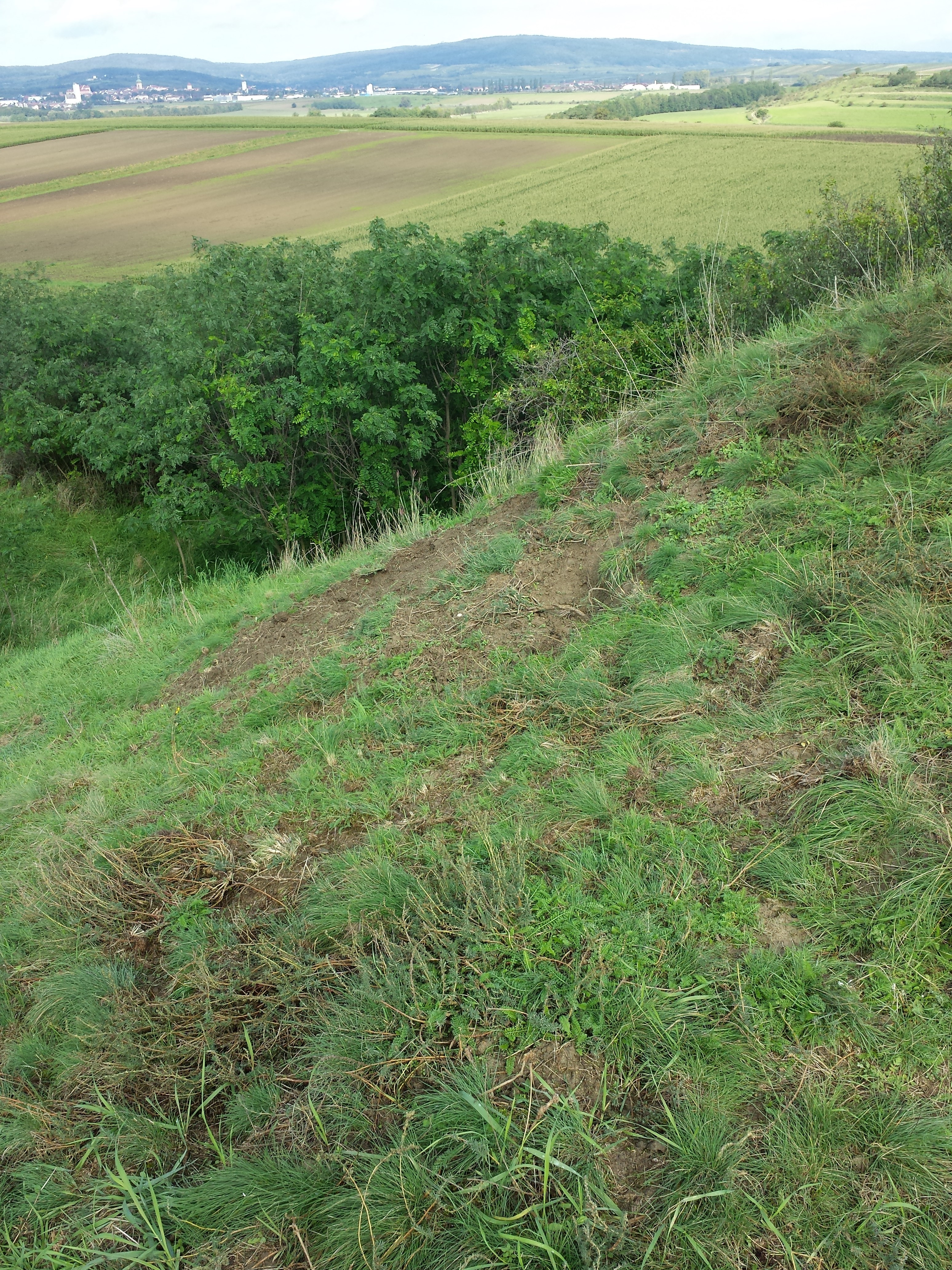
Blick von der Plattform des Turmhügels Richtung Nordwesten auf die Stadt Retz. Im Vordergrund das Vorkommen der Bassia prostrata, dahinter invasive Robinien.

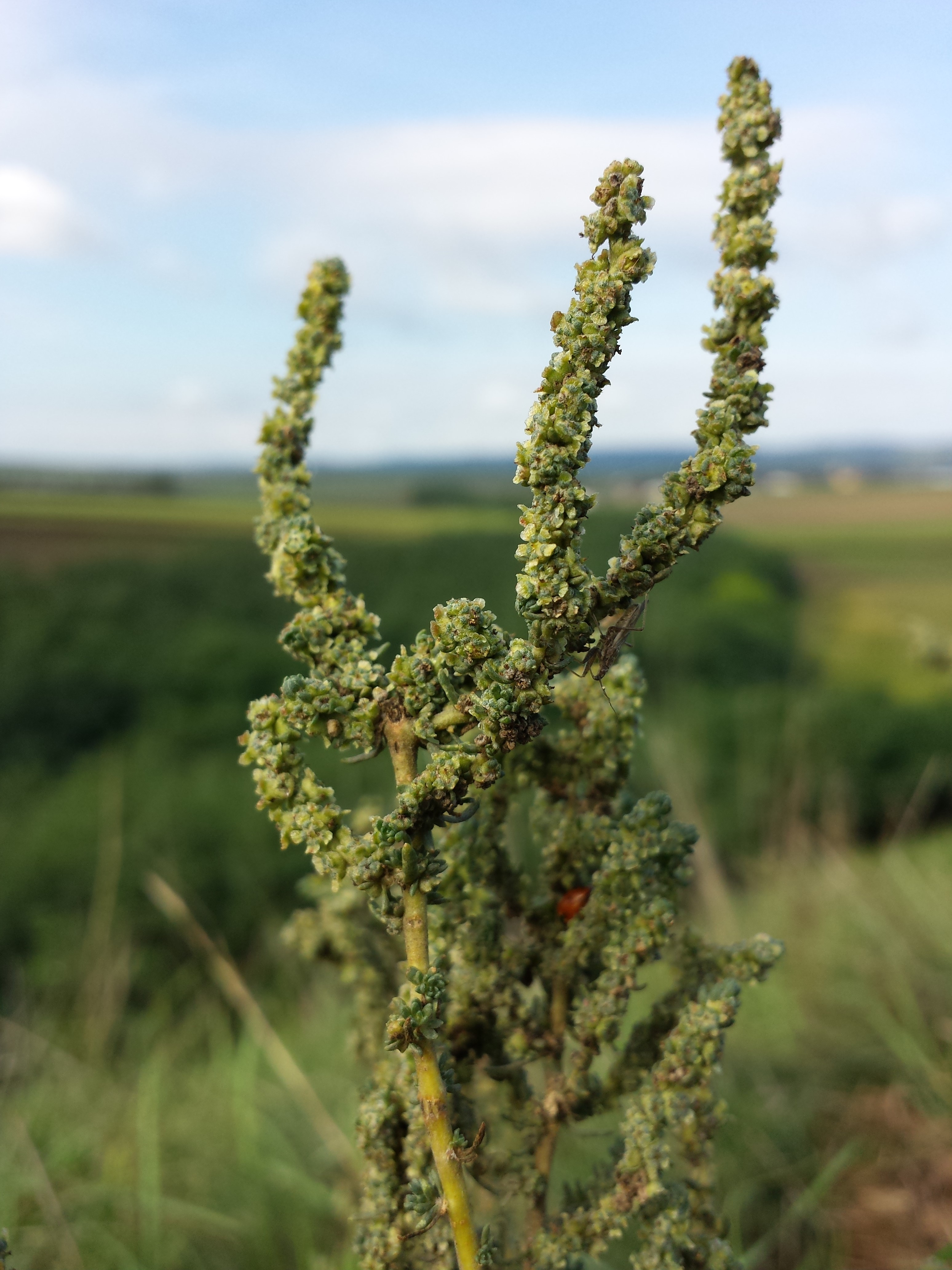
Vorkommen der in Österreich sehr seltenen und stark gefährdeten Halbstrauch-Radmelde (Bassia prostrata).

Der Gupferte Berg ist für das Vorkommen der Halbstrauch-Radmelde (Bassia prostrata) bekannt. Diese Art hat ihr Hauptverbreitungsgebiet in Süd- und Südosteuropa sowie in Mittel- und Westasien und gilt als postglaziales Relikt der zentralasiatischen Halbwüsten. Während der Nacheiszeit konnte die Art aufgrund der klimatischen Gegebenheiten ihr Verbreitungsareal weit nach Westen ausdehnen. Im Zuge der nacheiszeitlichen Wiederbewaldung der Landschaft wurde sie wieder von anspruchsvolleren Arten verdrängt und konnte sich nur an wenigen, extremen Trockenstandorten behaupten. Die Population am Gupferten dehnt sich auf ungefähr 1800 m² aus und befindet sich auf der südwestlichen, südlichen und östlichen Flanke des Hausbergs. Auf der westlichen Nebenkuppe findet man eine kleine Teilpopulation. Auf der Südwestflanke ist ein Festuca valesiaca-Stipa capillata-Trockenrasen, an der Ost-Flanke, am Scheitelpfad sowie auf der Nebenkuppe ein Festuca valesiaca-Trockenrasen ausgebildet.
Eine Gefährdung besteht bzw. bestand durch Abbrennen der Trockenrasen sowie invasive Robinien. Während historische Fotos belegen, dass früher der gesamte Gupferte frei von Gehölzen war, sind heute die unteren und mittleren Bereiche der Hänge mit aus Nordamerika eingeschleppten Robinien bestockt. Dieser naturferne, monotone Forst soll seit der Zeit des Zweiten Weltkriegs bestehen und wird mit Umtriebsphasen von rund 30 Jahren im Niederwaldbetrieb genützt. Die Robinienbestände reichen bis direkt an die Trockenrasenflächen mit den Vorkommen der Halbstrauch-Radmelde heran und gefährden diese akut.

## Geschichte

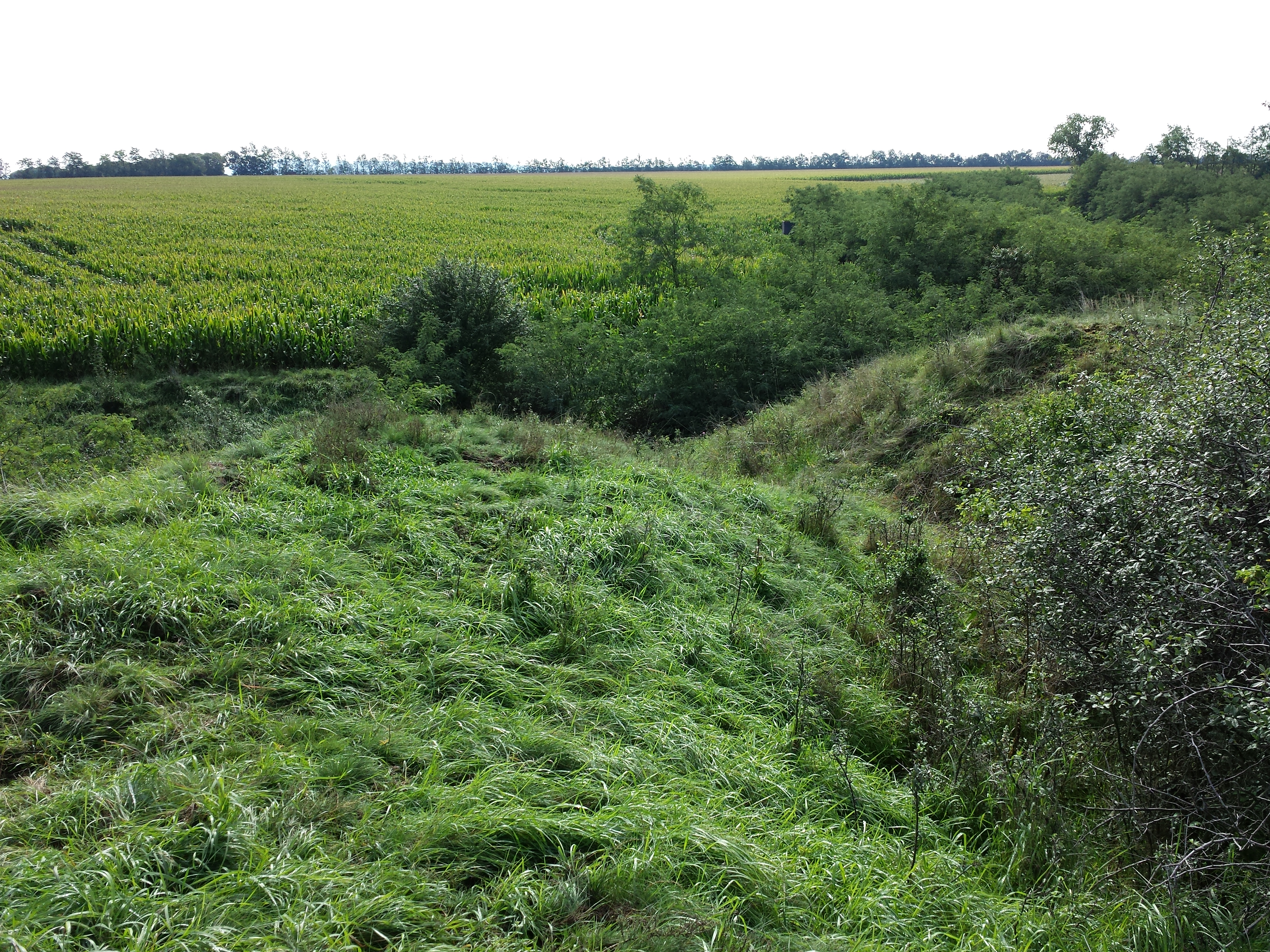
Blick von der Plattform des Hausbergs Richtung Hochfläche im Südosten. Rechts erkennt man den von den Schatzgräbern ausgehobenen Graben und Trichter.

Die sich in das Tal erstreckende Landzunge bot günstige Möglichkeiten zur Anlage einer kleinen Burg mit Fernsicht nach Norden und Westen. Die Landzunge wurde durch einen breiten Graben von der östlich angrenzenden Hochfläche abgetrennt und das Aushubmaterial zur Aufschüttung eines fast kreisrunden Kegelstutzes verwendet. Dieser Kernwerk ist rund 6 bis 8 Meter hoch und seine Plattform misst 15 bis 16 Meter im Durchmesser. An der Spitze der Landzunge wurde ein trapezförmiges Erdwerk vorgelagert. Am nördlichen Steilhang zieht sich einige Meter unterhalb der Plattform eine langgestreckte Terrasse von rund 9 bis 12 Metern Breite dahin, die vermutlich Wohngebäude beherbergte. Östlich auf der Hochfläche soll sich ein Gutsmeierhof befunden haben, welcher mit der Burg durch eine Zugbrücke verbunden war. Im Graben sind noch Reste des Brückenpfeilers erhalten.
Die Anlage gehörte zur abgekommenen Siedlung Radoldsdorf, welche sich in Richtung Unternalb befand. Vermutlich wurde die Siedlung von einem Radold gegründet, der auch die Hausberganlage errichten ließ. Urkunden belegen diese anfänglich nach Stift Göttweig zehentpflichtige Siedlung, welche im 14. Jahrhundert gemeinsam mit der Burg verödete. Der weiterhin intakte Gutshof wurde 1405 vom Grafen Johann III. Hardegg dem Dominikanerkloster in Retz geschenkt und während der Hussitenkriege zerstört.
Laut einer – auch auf andere Orte angewandten – Legende, wurde der Hügel von den Hunnen aufgeschüttet um deren Herrscher Attila in einem goldenen, silbernen und eisernen Sarg zu bestatten. Um diese vermeintlichen Schätze zu bergen, wurde auf Anregung des Retzer Stadtsekretärs Puntschert im Jahre 1872 die „N.-ö. Gupferten-Berg-Untersuchungs-Aktiengesellschaft“ gegründet und 200 Gulden Stammkapital eingesammelt. Mit diesem wurde eine unsachgemäße Grabung finanziert, die das Erdwerk schwer beschädigte. Von Osten wurden ein breiter Graben in den Turmhügel getrieben und dort kraterförmig erweitert, sodass heute nur mehr ein 1 bis 2 Meter breiter Rand der Plattform vorhanden ist. Der Aushub wurde in den Halsgraben geworfen und liegt dort heute noch. Es wurden nur einige vermoderte Holzbalken und Knochen gefunden, die aus Sicht der Schatzgräber uninteressant waren. Im Jahre 1889 führte Ignaz Spöttl eine weitere, diesmal archäologisch motivierte und fachgerechte Grabung durch und fand u. a. eine mit Holzbalken verstärkte Steinsetzung, die anscheinend bei der Errichtung der Anlage zur Festigung des angeschütteten Erdreichs gedient hatte. Am östlichen Vorgelände wurden Siedlungsspuren und hochmittelalterliche Keramikreste gefunden. 1988 wurden im Bereich des ehemaligen Gutshofs Keramikbruchstücke gefunden und in das 14. und 15. Jahrhundert datiert.